# 京都花月劇場
京都花月劇場（きょうとかげつげきじょう）は、かつて存在した日本の劇場、映画館、演芸場である。吉本興業が経営し、京都市中京区の新京極に所在した。閉館後解体され、現在は同社が経営する商業ビル「パッサージオ」が立地している。

## 沿革
- 1936年（昭和11年）、芝居小屋・中座を買収し、跡地に新築の上開業。漫才主体の演芸場。
- 1946年（昭和21年）、洋画専門館となる。ただし、楽屋が残っていたため定期的に歌手の実演興行も行われた。1950年代には吉本所属の江利チエミのショーが度々行われている。のち東映封切館となった。
- 1962年（昭和37年）6月1日、再び演芸場となり、演芸や吉本新喜劇舞台中継などが行われた。
- 1987年（昭和62年）3月31日、建物の老朽化と演芸興行をなんばグランド花月へ統合することに伴い閉館。最後の興行となったのは「チャンバラトリオ コンビ結成25周年記念リサイタル」で3月29日～3月31日までの3日間やすし・きよし、桂三枝（現在の六代目桂文枝）、笑福亭仁鶴、のりお・よしおなどが日替わりゲスト出演した。
- 閉館後しばらく吉本興業は京都に劇場を持っていなかったが、2011年5月に祇園によしもと祇園花月を開場させた。

## 劇場について
- 収容人数は約千人弱程度。大阪市内のうめだ花月・なんば花月と比して格下の劇場と位置付けられており、出演する芸人も、（時間に余裕のある）人気の低い若手芸人や旬を過ぎた芸人が多くを占めた[1]。うめだ・なんばと異なり、一時読売テレビが吉本新喜劇を『上方お笑い劇場』として放送したことがある以外は定期的なテレビ中継は入らなかった。番組構成はうめだ・なんばと同じで原則1日2回公演であり、1回目と2回目の出演者は同じで入れ替え制は採っていなかった。漫才を中心に演芸番組が進行し、途中「ポケットミュージカルス」と名付けた吉本専属歌手の歌と吉本コメディアンによるミュージカルコントコーナーが中程にあり、トリは吉本新喜劇の公演であった。なお、この吉本新喜劇の演目はうめだ花月と共通であった（ただし、1983年8月から京都花月単独の新喜劇が上演されるようになり、新喜劇公演も1986年10月下席で終了となった）。
- 10日ごとに番組が入れ替わり、上席（1 - 10日）・中席（11 - 20日）・下席（21 - 30日）があった。うめだ・なんばと同じく31日は特別興行が行われた。なお、毎年7月中席は「宵山寄席」と銘打った興行が行われていた。
- 日本芸能界初のプロ和太鼓集団であった「王将太鼓」の京都花月における舞台初日は、1966年（昭和41年）6月1日である。（関連人物：高山正行）
- ダウンタウンも若手の頃に出演。なお浜田雅功は、幾度か楽屋に寝泊りしたことがあり、その時に人の気配がしたが誰もいなかったことがあったと語ったことがある。他の芸人も楽屋でよく心霊的な現象を体験したと語っているが、この土地は寺に囲まれており、かつて墓場であったといわれていた。

- 吉本新喜劇の演目・中堅の演者がうめだ花月と共通となりがちなのは、うめだ花月至近の現在の大阪梅田駅 (阪急)と京都花月劇場最寄りの京都河原町駅は阪急京都本線の優等列車で距離の割に極めて迅速に移動できたことも理由で、例えばうめだ花月1回目⇒京都花月1回目⇒うめだ花月2回目⇒京都花月2回目という形で演者が上がった（果ては舞台のつかみとした）例も多くあったからである。

## 主な出演者

### 漫才
- 阿吾寿朗・今日規汰代
- 新谷のぼる・泉かおり
- 人生幸朗・生恵幸子
- コメディNo.1（坂田利夫、前田五郎）
- 島田洋之介・今喜多代
- Wヤング（平川幸雄、中田治雄）（平川幸男、佐藤武志）
- 横山やすし・西川きよし（横山やすし、西川きよし）
- チャンバラトリオ
- 二葉由紀子・羽田たか志
- 中田カウス・ボタン（中田カウス、中田ボタン）
- 中田ダイマル・ラケット（中田ダイマル、中田ラケット）
- B&B（島田洋七、島田洋八）
- 今いくよ・くるよ
- オール阪神・巨人（オール阪神、オール巨人）
- 紳助・竜介（島田紳助、松本竜介）
- 若井小づえ・みどり（若井小づえ、若井みどり）
- 横山アラン・ドロン
- 横山ゆうじ・西川こうじ
- 歌メリ・マリ
- ザ・ぼんち（ぼんちおさむ、里見まさと）
- 西川のりお・上方よしお（西川のりお、上方よしお）
- 太平サブロー・シロー（大平サブロー、大平シロー）
- 前田一球・写楽（前田一球、前田写楽）
- 松みのる・杉ゆたか
- 宮川大助・花子
- 前田犬千代・竹千代
- 大木こだま・ひびき
- 大空テント・幸つくる
- 伊豆あすか・奄美きょうか
- やすえ・やすよ
- ダウンタウン（松本人志、浜田雅功）
- トミーズ（トミーズ健、トミーズ雅）
- ハイヒール（ハイヒールモモコ、ハイヒールリンゴ）
- 銀次・政二（タイヘイ銀次、前田政二）
- おかけんた・ゆうた
- ピンクダック（ミチ、レイコ）
- まるむし商店
- ざっと31（ヤマト、テント）
- 太平ひろみ・かつみ（太平ひろみ、太平かつみ）
- 非常階段（シルク、ミヤコ）
- ボブキャッツ（雄大、ヒロ）
- 清水圭・和泉修
- ヤンキース（セイキ、タツヤ）
- 何人トリオ（村上ショージ、Mr.オクレ、前田政二） - 1986年11月の中席に出演経験あり。
- ホンコン・マカオ（蔵野孝洋、松本秀文）
- どんきほ〜て（太平かつみ、きびのだんご）
- メンバメイコボルスミ11（ビク、ココ）

### 落語
- 桂小文枝（後の5代目桂文枝、以下文枝一門）
- 5代目笑福亭枝鶴
- 笑福亭仁鶴（以下仁鶴一門）
- 2代目笑福亭松之助（以下松之助一門）
- 月亭可朝（以下月亭一門）
- 露の都
- 林家市染（後の4代目林家染語楼）
- 4代目林家小染
- 林家染二（後の4代目林家染丸、以下林家染丸一門）
- また米朝事務所の若手も出演した。

### ショウ
- 三人奴
- ザ・ダッシュ
- ザ・パンチャーズ（Mr.オクレほか）
- 東洋朝日丸・日出丸
- カレッジ1

### 漫談
- 明石家さんま[2]
- 滝あきら
- 村上ショージ
- 翠みち代
- 桃山こうた

### 奇術
- 一陽斎蝶一
- 松旭斎小天正
- 松旭斎天正
- 堀ジョージ
- ワンダーのり子
- マジカルたけし
- マジック中島＆ひろみ
- ジョージ多田&リンダ藤本

### 音頭・浪曲・講談・その他
- 川上のぼる（腹話術）
- 河内家菊水丸（河内音頭）
- 木川かえる（ジャズ漫画）
- 中山恵津子（浪曲）
- 京山福太郎（後の2代目京山幸枝若）（浪曲）
- ザ・ローラーズ（曲芸）
- 隼ブラザース（トランポリン）
- 川澄静子（足芸、学者犬）
- 晴乃ダイナ（紙切り）
- 今田耕司